# 38
Cette page concerne l'année 38  du calendrier julien. Pour l'année 38 av. J.-C., voir 38 av. J.-C. Pour le nombre 38, voir 38 (nombre).
L'année 38 est une année commune qui commence un mercredi.

## Événements
- Août-septembre : émeute anti-juive à Alexandrie lors du passage du roi des Juifs Hérode Agrippa Ier[1].
- 23 septembre : consécration de Drusilla comme déesse[2], suivie du mariage de Caligula avec Lollia Paulina, qu'il répudie peu après[3].
- Automne : le préfet d'Égypte Flaccus, qui a laissé faire les persécutions, est arrêté, jugé à Rome et banni à Andros[4].
- Caligula supprime l'impôt impopulaire du centième (centesima) établi par Auguste sur le prix des objets vendus aux enchères[5].

## Naissances en 38
- Martial, poète latin.

## Décès en 38
- 10 juin : Julia Drusilla (née le 16 septembre 16), fille de Germanicus et d’Agrippine, sœur favorite de Caligula, est assassinée[6].

- Macron, préfet du prétoire, se suicide avec son épouse Ennia.